# 여성 유권자 연맹

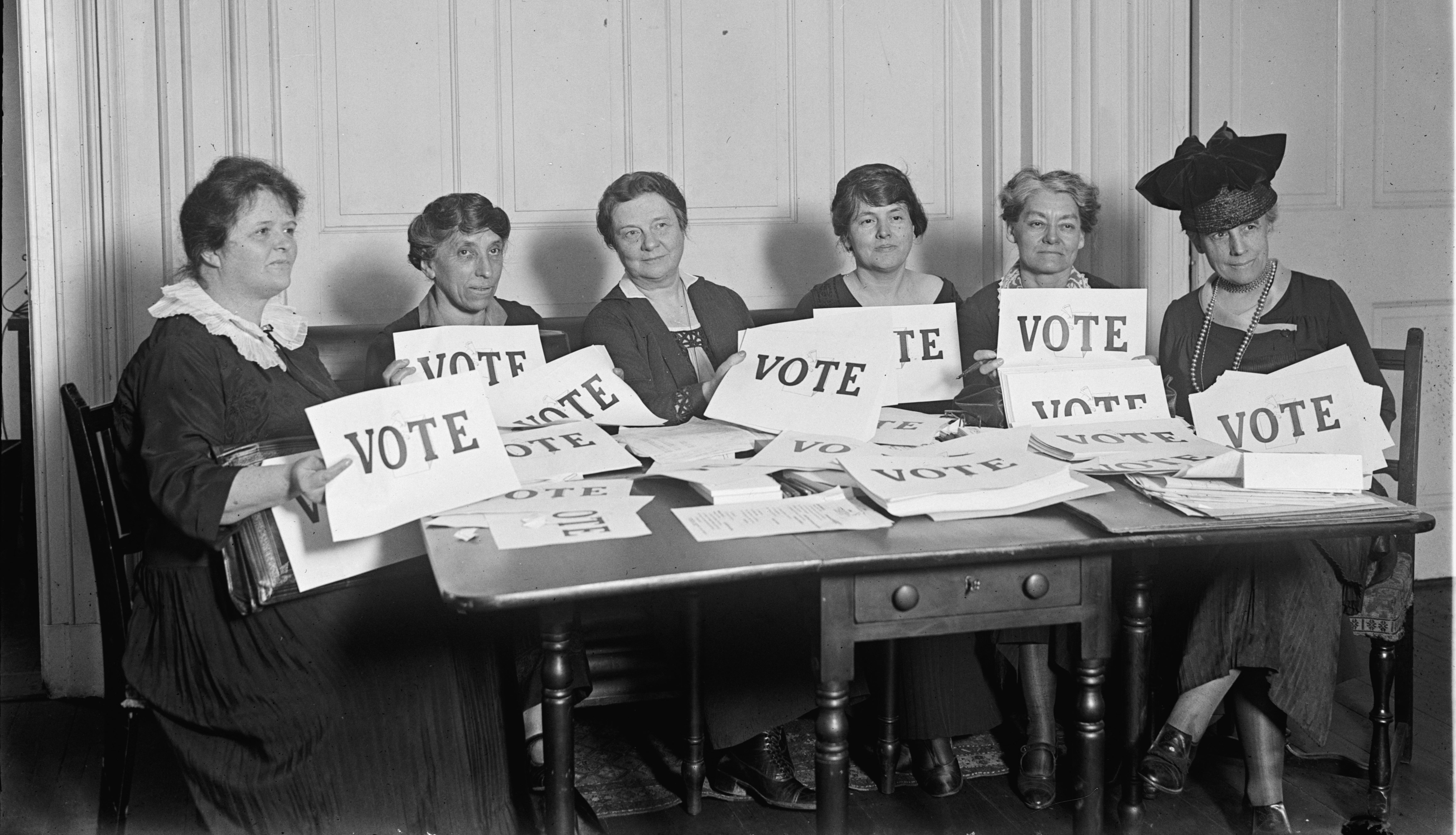

여성 유권자 연맹 (League of Women Voters, LWW)은 미국 기반의 여성주의 계열 유권자 단체, 비영리 시민 운동 단체이다.
캐리 챕프맨 캣에 의해 1920년 설립되었다. 워싱턴 D.C에 본부가 있다.